# Gampong Baroh (Setia Bakti)
Gampong Baroh is een bestuurslaag in het regentschap Aceh Jaya van de provincie Atjeh, Indonesië. Gampong Baroh telt 256 inwoners (volkstelling 2010).